# 中西部州 (ナイジェリア)
中西部州（ちゅうせいぶしゅう、Mid-Western Region）は、ナイジェリアに1963年から1991年の間に存在していた州である。1976年以降はベンデル州 (Bendel) としても知られていた。
1963年6月、当時の西部州からベニン県とデルタ県が分離され州都をベニンとして中西部州が置かれた。
ビアフラ戦争時の1967年8月6日から暫くと9月20日にはビアフラ軍に占領され、9月20日ビアフラの司令官アルバート・オコンクォ少将がベニン共和国の独立を宣言したがその日のみで終わり、夜にはナイジェリア軍により奪い返された。
1976年に当時のリバーズ州にウゲリを移管しベンデル州に改称された。ベンデル州は1991年にエド州とデルタ州に分割された。